# André Viger
André Viger (Windsor, 27 settembre 1952 – Montréal, 1º ottobre 2006) è stato un atleta paralimpico canadese.

## Biografia
Nato a Windsor nel Québec, ha perso l'uso delle gambe a vent'anni, in seguito a un incidente d'auto. Il suo primo successo come maratoneta è avvenuto nel 1978, alla maratona di Montréal Da allora ha alternato la sua partecipazione tra i Giochi paralimpici estivi e le grandi maratone, risultando tre volte vincitore alla maratona di Boston e quattro volte alla maratona di Ōita in Giappone.
Nelle cinque edizioni dei Giochi paralimpici cui ha partecipato, dal 1980 al 1996, ha percorso tutte le distanze superiori agli 800 metri piani, ottenendo complessivamente 10 medaglie (di cui tre d'oro) e molti lusinghieri piazzamenti. Ha anche riportato due medaglie d'argento nelle staffette 4×100 e 4×400 m, in collaborazione con alcuni tra i più validi esponenti di una generazione di atleti disabili canadesi, di cui Viger si può dire sia stato tra i precursori.
Di professione assicuratore, è scomparso prematuramente nel 2006, a 54 anni. Gli sono stati conferiti, in vita e in seguito, molti riconoscimenti: l'Ordine Nazionale del Québec nel 1987, l'Ordine del Canada nel 1989, l'entrata nel Panthéon des sports du Québec nel 2001 e nella Paralympic Hall of Fame nel 2006.

## Palmarès
| Anno | Manifestazione     | Sede       | Evento              | Risultato | Prestazione | Note |
| ---- | ------------------ | ---------- | ------------------- | --------- | ----------- | ---- |
| 1980 | Giochi paralimpici | Arnhem     | 4×100 m piani 2-5   | Bronzo    | 1'12"43     |      |
| 1984 | Giochi paralimpici | New York   | 800 m piani 3       | 4º        | 2'19"87     |      |
| 1984 | Giochi paralimpici | New York   | 1500 m piani B1     | Bronzo    | 4'21"97     |      |
| 1984 | Giochi paralimpici | New York   | 5000 m piani 3      | 4º        | 14'54"62    |      |
| 1984 | Giochi paralimpici | New York   | Maratona 3          | Oro       | 1h54'41"    |      |
| 1988 | Giochi paralimpici | Seul       | 800 m piani 3       | Bronzo    | 2'01"16     |      |
| 1988 | Giochi paralimpici | Seul       | 1500 m piani 3      | 5º        | 3'50"94     |      |
| 1988 | Giochi paralimpici | Seul       | 5000 m piani 3      | Bronzo    | 14'17"41    |      |
| 1988 | Giochi paralimpici | Seul       | 10000 m piani 3     | Argento   | 26'32"96    |      |
| 1988 | Giochi paralimpici | Seul       | Maratona 3          | Oro       | 1h45'39"    |      |
| 1992 | Giochi paralimpici | Barcellona | 5000 m piani TW3-4  | 4º        | 11'23"61    |      |
| 1992 | Giochi paralimpici | Barcellona | 10000 m piani TW3-4 | Oro       | 22'53"26    |      |
| 1992 | Giochi paralimpici | Barcellona | 4×100 m piani TW3-4 | Argento   | 56"19       |      |
| 1992 | Giochi paralimpici | Barcellona | 4×400 m piani TW3-4 | Argento   | 3'26"85     |      |
| 1996 | Giochi paralimpici | Atlanta    | 1500 m piani T52-3  | 6º        | 22'53"26    |      |
| 1996 | Giochi paralimpici | Atlanta    | Maratona T52-3      | 11º       | 1h37'30"    |      |

## Altre competizioni internazionali
1984
- Bronzo ai Giochi olimpici di Los Angeles 1984 ( Los Angeles), 1500 m piani (gara dimostrativa) - 4'00"47
- Oro alla maratona di Boston, Men's Wheelchairs - 2h05'20"

1986
- Oro alla maratona di Boston, Men's Wheelchairs - 1h43'25"

1987
- Oro alla maratona di Boston, Men's Wheelchairs - 1h55'42"[5]